# Slovenska republiška liga 1989-1990
La Slovenska republiška nogometna liga 1989./90. (it. "Campionato calcistico della Repubblica di Slovenia 1989-90") fu la quarantaduesima edizione del campionato della Repubblica Socialista di Slovenia. Era una delle leghe repubblicane ed era al quarto livello della piramide calcistica jugoslava.
Il campionato venne vinto dall'Izola, al suo quinto titolo nella slovenia repubblicana.

Questo successo diede ai "pescatori" la promozione diretta in Treća Liga 1990-1991.
Il capocannoniere del torneo fu Matjaž Cvikl, del Rudar Velenje, con 17 reti.

## Squadre partecipanti
| Squadra    | Città           | Stagione 1988-89 | Stagione 1988-89   |
| Squadra    | Città           | Pos.             | Divisione          |
| ---------- | --------------- | ---------------- | ------------------ |
| Slovan     | Lubiana         | 17°              | Treća liga Ovest   |
| Rudar (Tr) | Trbovlje        | 18°              | Treća liga Ovest   |
| Izola      | Isola d'Istria  | 2°               | Slovenska liga     |
| Vozila     | Nova Gorica     | 3°               | Slovenska liga     |
| Mura       | Murska Sobota   | 4º               | Slovenska liga     |
| Pohorje    | Ruše            | 5°               | Slovenska liga     |
| Rudar (Ve) | Velenje         | 6°               | Slovenska liga     |
| Medvode    | Medvode         | 7°               | Slovenska liga     |
| Stol       | Kamnik          | 8°               | Slovenska liga     |
| Domžale    | Domžale         | 9°               | Slovenska liga     |
| Elkroj     | Mozirje         | 10°              | Slovenska liga     |
| Partizan   | Žalec           | 11°              | Slovenska liga     |
| Elan       | Novo Mesto      | 1°               | Območna liga Ovest |
| Steklar    | Rogaška Slatina | 1°               | Območna liga Est   |

## Classifica
|                  | Pos. | Squadra        | Pt | G  | V  | N  | P  | GF | GS | DR  |
| ---------------- | ---- | -------------- | -- | -- | -- | -- | -- | -- | -- | --- |
|                  | 1.   | Izola          | 38 | 26 | 16 | 6  | 4  | 43 | 13 | +30 |
|                  | 2.   | Rudar Velenje  | 34 | 26 | 14 | 6  | 6  | 48 | 26 | +22 |
|                  | 3.   | Domžale        | 30 | 26 | 13 | 4  | 9  | 34 | 29 | +5  |
|                  | 4.   | Slovan Lubiana | 29 | 26 | 9  | 11 | 6  | 36 | 23 | +13 |
|                  | 5.   | Medvode        | 26 | 26 | 8  | 10 | 8  | 25 | 33 | −8  |
|                  | 6.   | Steklar        | 25 | 26 | 9  | 7  | 10 | 38 | 37 | +1  |
|                  | 7.   | Rudar Trbovlje | 25 | 26 | 9  | 7  | 10 | 27 | 35 | −8  |
|                  | 8.   | Elan           | 25 | 26 | 7  | 11 | 8  | 19 | 28 | −9  |
|                  | 9.   | Mura           | 24 | 26 | 8  | 8  | 10 | 28 | 29 | −1  |
|                  | 10.  | Partizan Žalec | 24 | 26 | 8  | 8  | 10 | 28 | 34 | −6  |
|                  | 11.  | Vozila         | 24 | 26 | 8  | 8  | 10 | 24 | 31 | −7  |
|                  | 12.  | Elkroj Mozirje | 23 | 26 | 8  | 7  | 11 | 25 | 26 | −1  |
|                  | 13.  | Stol Kamnik    | 22 | 26 | 5  | 12 | 9  | 28 | 32 | −4  |
|                  | 14.  | Pohorje        | 12 | 26 | 0  | 12 | 14 | 10 | 38 | −28 |
| Fonte: rsssf.org |      |                |    |    |    |    |    |    |    |     |

Legenda:
      Promosso in 3. liga Ovest 1990-1991.
      Retrocesso nella divisione inferiore.
      Escluso dal campionato.
Note:
Due punti a vittoria, uno a pareggio, zero a sconfitta.
Elkroj ritirato dal campionato.

## Divisione inferiore
| Girone                                                                  | Vincitore     | 2º posto       | 3º posto |
| ----------------------------------------------------------------------- | ------------- | -------------- | -------- |
| Območna liga Ovest                                                      | Jadran Dekani | Naklo          | Svoboda  |
| Območna liga Est                                                        | Nafta         | Kladivar Celje | Dravinja |
| In grassetto le squadre promosse in Slovenska republiška liga 1990-1991 |               |                |          |